# Theodor Eicke
Theodor Eicke (17. října 1892, Hudingen – 26. února 1943 u Orelky) byl nacista, veterán první světové války a vysoce vyznamenaný důstojník Waffen-SS v hodnosti SS-Obergruppenführer und General der Waffen-SS za druhé světové války. Zároveň se jednalo o jednu z klíčových postav ve vedení koncentračních táborů v nacistickém Německu. Také byl držitelem rytířského kříže železného kříže s dubovými ratolestmi.

## Mládí a první světová válka

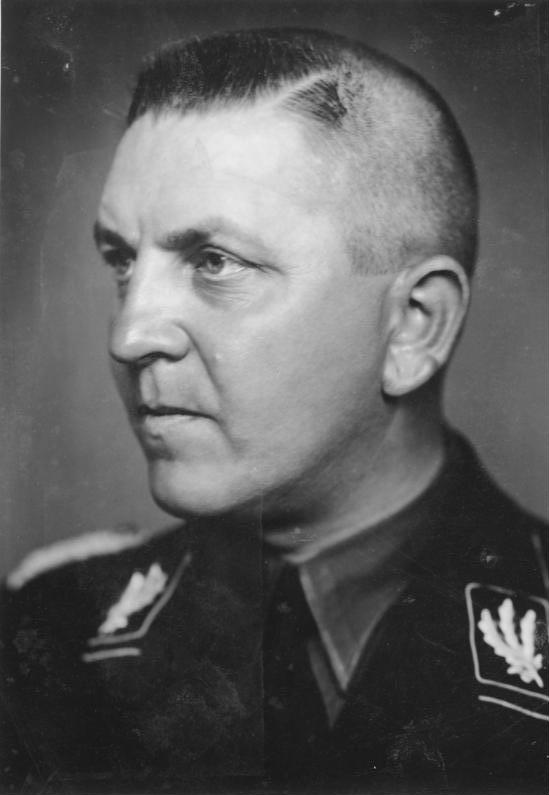
Portrét Theodora Eicke

Theodor Eicke se narodil 17. října roku 1892 v alsaském městě Hudingen jako nejmladší z 11 dětí přednosty železniční stanice Heinricha Eickeho. Po dokončení obecné školy nastoupil mladý Theodor na reálnou školu v Hampont, avšak studia nezvládal a v roce 1909 školu opustil.
Následně se rozhodl vstoupit do německé císařské armády a byl jako dobrovolník zařazen ke 23. bavorskému pěšímu pluku v Landau, kde sloužil pod velením pozdějšího generálporučíka a nositele Pour le Mérite, plukovníka Rudolfa Dännera.
Na Hitlerův příkaz osobně provedl popravu Ernsta Röhma za Noci dlouhých nožů v létě 1934.[zdroj?] Velel jednotkám SS-Totenkopfverbände, které byly strážní službou koncentračních táborů. Roku 1938 se tyto jednotky rozrostly a byly vycvičeny k boji. Roku 1939 prováděly v Polsku likvidaci tamní elity a polských Židů. Poté byly přeměněny na bojovou divizi Waffen SS Totenkopf. Theodor Eicke jim velel až do 26. února 1943, kdy byl jeho letoun zasažen sovětskou palbou a zřítil se k zemi.

## Shrnutí vojenské kariéry

### Data povýšení
- Kriegsfreiwilliger - 1909
- Zahlmeisteraspirant - 1. říjen, 1913
- Unterzahlmeister - 1. březen, 1919
- SS-Mann - 29. červenec, 1930
- SS-Truppführer - srpen, 1930
- SS-Sturmführer - 27. listopad, 1930
- SS-Sturmbannführer - 30. leden, 1931
- SS-Standartenführer 15. listopad, 1931
- SS-Oberführer - 26. říjen, 1932
- SS-Brigadeführer - 30. leden, 1934
- SS-Gruppenführer - 11. červenec, 1934
- SS-Gruppenführer und Generalleutnant der Waffen-SS - září, 1941
- SS-Obergruppenführer und General der Waffen-SS - 20. duben, 1942

### Přehled vyznamenání
- Rytířský kříž železného kříže - 26. prosinec, 1941
- Dubové ratolesti k rytířskému kříži železného kříže (563. držitel) - 20. duben, 1942
- Zlatý stranický odznak - 30. leden, 1940
- Železný kříž I. třídy - 31. květen, 1940
- Spona k pruskému železnému kříži II. třídy - 26. květen, 1940
- Pruský železný kříž II. třídy (První světová válka)
- Brunšvický válečný záslužný kříž II. třídy (První světová válka)
- Bavorský válečný záslužný kříž II. třídy bez mečů (První světová válka)
- Bavorský služební kříž III. třídy (První světová válka)
- Medaile za východní frontu
- Kříž cti
- Odznak za zranění ve stříbře
- Čestný prýmek starého bojovníka
- Služební vyznamenání SS
- Totenkopfring
- Čestná dýka Reichsführera-SS